# Алфонсо Гонзага (архиепископ)
Вижте пояснителната страница за други личности с името Алфонсо Гонзага.
Алфонсо Гонзага (на италиански: Alfonso Gonzaga; * 25 юли 1588, Новелара, Графство Новелара; † 23 март 1649, Реджо Емилия) от рода Гонзага (кадетски клон Гонзага ди Новелара е Баньоло) е архиепископ на Родос от 1621 до 1649 г.

## Произход
Той е вторият син на Алфонсо I Гонзага, граф на Новелара (* 1529, † 1589), и на съпругата му Витория да Капуа (* 1548, † 1627). По бащина линия е внук на Алесандро I Гонзага, граф на Новелара, и на Костанца да Кореджо, а по майчина – на Джовани Томазо ди Капуа, маркиз на Торе ди Франколзе, и Фаустина Колона. Има четири братя и осем сестри:
- Алесандро († 1569 бебе)
- Камило († бебе)
- Петронила  († бебе)
- Костанца (* 1571, † 1651), маркиза на Джове като съпруга на Аздрубале Матеи
- Фаустина (* 1572), монахиня в манастира „Св. Марта“ в Милано;
- Барбара (*1573, † 1654), ∞ за маркиз Теофило III Калканини († 1613), маркиз на Фузиняно и барон на Алфонсине
- Джулио (* 1574, † 22 януари 1630), военен в служба на Гонзага от Мантуа;
- Витория (* 26 октомври 1575), ∞ 1599 за маркиз Алфонсо Палавичино от Полезине (* 1568, † 1658)
- Сетимия († бебе)
- Изабела (* 1576; † 1630), графиня на Боцоло, маркиза на Гацуоло и господарка на Сан Мартино дал'Арджине като съпруга на Феранте Гонзага ди Гацуоло; 2. херцогиня на Мантуа и на Монферат като съпруга на братовчед си Винченцо II Гонзага;
- Алфонсина (* 1584, † 1647), господарка на Перджине като съпруга на барон Джананджело Гауденцио Мадруцо;
- Камило II (* 1581, † 1650), 5-ти граф на Новелара и Баньоло, съпруга на Алфонсо Феличе д'Авалос д'Арагона и на Лавиния Фелтрия дела Ровере.

Има и един полубрат и една полусестра от извънбрачна връзка на баща си.

## Биография
Започва военна кариера в млада възраст и служи на краля на Испания, воювайки срещу французите. Изоставя военната си кариера в полза на религиозна, отивайки в Рим, където полага обети и през 1621 г. е избран за титулярен архиепископ на Родос.
В периода 1626-1627 той е изправен срещу брат си Камило II Гонзага, граф на Новелара, за семейните активи, „притежавани неразделно“ до 1607 г. В гражданския процес херцогът на Гуастала Феранте II Гонзага е назначен за комисар на Чезаре; той от своя страна делегира губернатора на Реджо, съдия Камило Бевилакуа.
Ходатайствата на императрица Елеонора Гонзага пред папа Урбан VIII биха позволили и предопределили Алфонсо за кардинал, което обаче не му е дадено поради смъртта на папата през 1644 г.
Той умира през 1649 г. на 60 г. и е погребан в Капуцинската църква в Новелара .